# Mikroregion Juiz de Fora

Mikroregion Juiz de Fora

Mikroregion Juiz de Fora – mikroregion w brazylijskim stanie Minas Gerais należący do mezoregionu Zona da Mata.

## Gminy
- Aracitaba   2.057 mieszk.
- Belmiro Braga  3.404 mieszk.
- Bias Fortes 3.796 mieszk.
- Bicas 13.653 mieszk.
- Chácara 2.792 mieszk.
- Chiador 2.785 mieszk.
- Coronel Pacheco 2.983 mieszk.
- Descoberto 4.757 mieszk.
- Ewbank da Câmara 3.752 mieszk.
- Goianá 3.659 mieszk.
- Guarará 3.932 mieszk.
- Juiz de Fora 517.872 mieszk.
- Lima Duarte 16.166 mieszk.
- Mar de Espanha 11.758 mieszk.
- Maripá de Minas 2.788 mieszk.
- Matias Barbosa 13.435 mieszk.
- Olaria 1.981 mieszk.
- Oliveira Fortes 2.123 mieszk.
- Paiva 1.560 mieszk.
- Pedro Teixeira 1.789 mieszk.
- Pequeri 3.165 mieszk.
- Piau 2.844 mieszk.
- Rio Novo 8.715 mieszk.
- Rio Preto 5.292 mieszk.
- Rochedo de Minas 2.116 mieszk.
- Santa Bárbara do Monte Verde 2.789 mieszk.
- Santa Rita de Ibitipoca 3.583 mieszk.
- Santa Rita de Jacutinga 4.996 mieszk.
- Santana do Deserto 3.854 mieszk.
- Santos Dumont 46.289 mieszk.
- São João Nepomuceno 25.062 mieszk.
- Senador Cortes 1.980 mieszk.
- Simão Pereira 2.537 mieszk.